# توني (لاعب كرة قدم)
توني هو لاعب كرة قدم برازيلي في مركز الوسط، ولد في 8 أكتوبر 1992 في فيتوريا في البرازيل . لعب مع أتلتيكو مينيرو.